# Ach, wie ist’s möglich dann

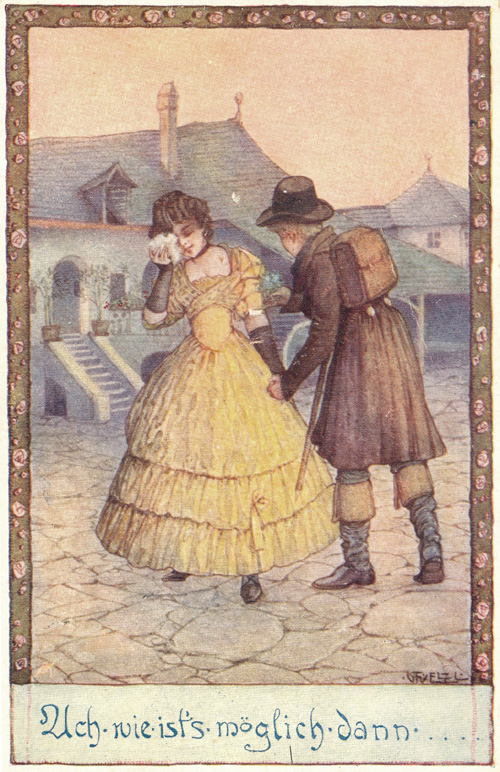
Ach, wie ist’s möglich dann, Bildpostkarte im Biedermeiergewand (vor 1917)

Ach, wie ist’s möglich dann (auch: Treue Liebe) ist ein deutsches Volkslied. Der Text wurde von Helmina von Chézy auf der Grundlage eines älteren Volksliedes gedichtet, die Melodie wird in der Regel Friedrich Wilhelm Kücken, gelegentlich aber auch Georg Heinrich Lux zugeschrieben.

## Textgeschichte
Der ursprüngliche Text ist seit der zweiten Hälfte des 18. Jahrhunderts überliefert. Die Quellen verweisen auf eine Herkunft des Textes aus dem Südwesten Deutschlands. Als älteste Textfassung gilt die in der auf das Jahr 1769 datierten „Rastatter Liederhandschrift“, die in der Bibliothèque nationale et universitaire de Strasbourg aufbewahrt wird. Textvarianten sind auf zwei Liedflugschriften nachgewiesen, die „um 1750–1780“ bzw. „um 1800“ datiert sind, deren Herkunftsorte aber nicht bekannt sind.
Helmina von Chézy, die das Lied 1810 in Heidelberg kennengelernt haben soll, schuf 1812 die 2. und 3. Strophe der heute verbreiteten Textfassung für die zweite Fassung ihres Singspiels Eginhard und Emma (gedruckt 1816). Die Komposition zu dem Stück schuf Emmerich Joseph Otto von Hettersdorf, die Vertonung des Lieds ist aber unabhängig von der späteren Volksliedmelodie.

## Vertonungen
Eine erste Melodie wurde erstmals vor 1820 von Carl Hohnbaum in Hildburghausen aufgezeichnet und an Ludwig Erk eingesandt. Die vielen Verzierungen dieser Melodiefassung lassen es wenig wahrscheinlich erscheinen, dass diese eine originäre Volksliedmelodie darstellt, vielmehr könnte es sich um eine Anfang des 19. Jahrhunderts entstandene Kunstliedvertonung handeln. Diese Melodie war noch bis ca. 1850 die meistgedruckte, ihr wurde auch von Chézys Textfassung unterlegt. In der Folge wurde das Lied auch als „Thüringer Volkslied“ bekannt.
Die heute übliche Melodie fand wohl etwa ab den 1830er oder -40er Jahren Verbreitung; gedruckt ist sie ab den 1850er Jahren nachzuweisen. Ein Komponist dieser Melodie war in den ersten Veröffentlichungen nicht genannt; im ursprünglich von Friedrich Silcher und Ludwig Erks Bruder Friedrich Erk musikalisch redigierten Allgemeinen Deutschen Kommersbuch, in dem das Lied seit der 6. Auflage (1861) abgedruckt ist, erscheint es einfach mit der Quellenangabe „Neuere Volksweise“. Auch auf diese Melodiefassung wurde im Lauf der Zeit die Angabe „Thüringer Volkslied“ angewendet, obwohl (im Gegensatz zur älteren Melodie) keine besondere Überlieferungstradition aus Thüringen bekannt ist.
Als die Melodie im 19. Jahrhundert Bekanntheit erlangte, wurde zunächst Johann Ludwig Böhner als möglicher Komponist genannt. Dieser stritt dies aber zeitlebens ab und erklärte, er habe lediglich bei einer Gelegenheit Variationen über die Melodie improvisiert. Dennoch wurde die Legende von der Autorschaft Böhners noch lange Zeit v. a. in der Zeitschrift Die Gartenlaube weiter tradiert, so z. B. von Elise Polko 1894.
Einem Bericht Böhners zufolge soll sich aber der Kantor Georg Heinrich Lux (1779–1861; Vater des Komponisten Friedrich Lux) 1852 ihm gegenüber als Komponist des Liedes bekannt haben; diese Aussage wurde 1896 von Pfarrer Nicolai aus Gotha notariell beurkundet und 1897 in der Presse veröffentlicht. Abgesehen von Böhners Bericht existieren dazu aber keine direkten Quellen, also insbesondere kein Autograf von Lux’ Hand. Eine Notenausgabe des Liedes soll zwar unter dem Namen Georg Heinrich Lux erschienen sein, doch ist sie weder in Bibliothekskatalogen noch in Hofmeisters Monatsberichten nachweisbar, so dass der Wahrheitsgehalt dieser Behauptung derzeit nicht überprüft werden kann. Der Zuschreibung widerspricht auch Franz Magnus Böhme, der berichtet, Lux habe ihm gegenüber die Autorschaft ausdrücklich verneint. Dass Lux der Komponist der heute verbreiteten Volksliedmelodie sein soll, steht im Widerspruch zu Kückens Klavierliedvertonung von 1827. Der Streit um Lux’ mögliche Autorschaft wurde gegen Ende des 19. Jahrhunderts in teils polemischer Form geführt und setzte sich auch noch bis ins 20. Jahrhundert fort. Aus der von Böhner aufgezeichneten Aussage Lux’ geht allerdings nicht klar hervor, auf welche der in Frage stehenden Melodien sie sich bezieht, zumal vor 1852 die ältere, vor 1820 aufgezeichnete Melodie offenbar die einzig im Druck erschienene und somit die verbreitetere war. Denkbar wäre demnach, dass es diese ist, die auf Lux zurückgeht.
In aktuellen Gebrauchsliederbüchern wird heute weit überwiegend Friedrich Wilhelm Kücken als Komponist der Melodie angegeben. Kücken komponierte sie nach eigener Aussage schon 1827, ließ sie aber zunächst unveröffentlicht, zumal sein Lehrer Friedrich Lührß die Ähnlichkeit des Themas mit einem Streichquartett von Friedrich Ernst Fesca kritisiert hatte. In einem Briefwechsel mit Wilhelm Tappert 1874 und 1882 erklärte Kücken die Umstände der Entstehung und der späten Veröffentlichung. Erst 1875 ließ er sie im Druck erscheinen. Schon vorher wurde sie vermutlich von Studenten von Jena nach Tübingen mitgebracht und kursierte in mündlich tradierter Form, wobei sich kleinere Änderungen der Melodie ergaben.
Auch Friedrich Silcher wird die Volksliedmelodie fälschlich immer wieder zugeschrieben. Silcher war jedoch kein Freund der Melodie und kritisierte sie wegen ihrer nicht volksliedhaften, großen Intervallsprünge. Er komponierte vielmehr eine eigene Melodie, die er als Satz für vierstimmigen Männerchor herausgab.
Weitere, vom Volkslied unabhängige Vertonungen stammen von Moritz Ernemann (1825), Ferdinand von Hiller, Adam Ore, Gustav Schmidt, Alexander Winterberger, Julius Hopfe, Johann Heinrich Stuckenschmidt, Robert Emmerich und Ferdinand Gumbert. Keine erreichte die Popularität und Verbreitung des Volkslieds.

## Inhalt
Während in der älteren Textfassung des Liebeslieds die Motive von Treue und ewiger Liebe pointiert im Mittelpunkt stehen, wird dies in Helmina von Chézys Neudichtung durch das Aufgreifen bekannter Motive wie Vergissnichtmein, blauem Blümelein oder Wenn ich ein Vöglein wär abgemildert; auch Anleihen bei Goethes Veilchen sind erkennbar. Erst in dieser sentimentalen Textfassung und Friedrich Kückens gleichermaßen sentimentaler Vertonung erreichte das Lied im 19. Jahrhundert die volksliedhafte Verbreitung, die der eigentlichen Volkslied-Vorlage nicht beschieden war.

## Text
Älteste Fassung, Rastatt, 1769

Wie ists möglich dann,

das ich dich lassen kann

hab dich von Herzen lieb,

das glaub du mir.

Du hast das Herze mein

so sehr genohmen ein

das ich kein andre mehr

lieben kan so sehr.

Lieber brichts Herz entzwey,

etwan ein falsche Treu,

etwan ein falsche lieb

an mir verspirt,

ja wan das glück nit wolt,

das du mir werden solt,

so lieb ich danoch dich

glaub sicherlich.

Es soll kein ander seyn,

als eben du allein,

und dir o schönstes Kind

dir bleib ich getreu,

dir werd’ ich jederzeit

zu diensten seyn bereith,

bis das ich kommen werd’

unter die erdt.

Ja nach dem Todt alsdan

damit man sagen kan

auff meiner todten bahr,

die grabschrift wahr

Hier liegt begraben ein,

den ich geliebt allein

treylich geliebt hab

bis in das grab.
Liedblattfassung, um 1750–1780

Ach wie ists möglich dann,

dass ich dich lassen kann,

hab dich von Herzen lieb,

das glaube mir.

Du hast das Herze mein

so sehr genommen ein,

das ich kein’ Andern lieb,

liebe so sehr.

Obschon das Glück nicht wollt,

Dass ich dein werden sollt,

So lieb ich dennoch dich,

Glaub’s sicherlich!

Es soll kein Andrer sein,

Der mich soll nehmen ein,

Als du, o schönstes Kind,

Dir bleib ich treu!

Stoß mir das Herz entzwei,

Wenn du ein falsche Treu

Oder nur falsche Lieb

Spürest an mir!

Dir will ich jederzeit

Zu Diensten sein bereit,

Bis dass ich kommen werd

Unter die Erd.

Nach meinem Tod alsdann,

Auf dass du denkst daran,

Nimm an der Totenbahr

Dies Reimlein wahr:

Hier liegt begraben drein,

Die dich geliebt allein,

Die dich geliebet hat

Bis in das Grab.
Helmina von Chézy (1817)

Ach, wie wär’s möglich dann,

Daß ich dich lassen kann!

Hab’ dich so herzlich lieb,

Das glaube mir!

Du hast das Herze mein

Ganz mir genommen ein,

Dass ich kein’ Andre lieb,

Als Dich allein!

Blau blüht ein Blümelein,

Das heißt Vergiß nicht mein,

Das Blümlein leg’ ans Herz

Und denk’ an mich!

Stirbt Blum’ und Hoffnung gleich,

Wir sind an Liebe reich,

Denn die stirbt nicht bei mir,

Das glaube mir!

Wär’ ich ein Vögelein,

Bald wollt’ ich bei dir sein,

Scheut Falk’ und Habicht nicht,

Flög schnell zu dir.

Schöß mich ein Jäger tot,

Fiel ich in deinen Schooß;

Säh’st du mich traurig an,

Gern stürb’ ich dann!
Volksliedfassung

Ach, wie ist’s möglich dann,

dass ich dich lassen kann,

hab’ dich von Herzen lieb,

das glaube mir!

Du hast das Herze mein

so ganz genommen ein,

dass ich kein and’re lieb’

als dich allein.

Blau ist ein Blümelein,

das heißt Vergißnichtmein;

dies Blümlein leg ans Herz

und denk an mich!

Stirbt Blüm’ und Hoffnung gleich,

wir sind an Liebe reich,

denn die stirbt nie bei mir,

das glaube mir!

Wär ich ein Vögelein,

wollt ich bald bei dir sein,

scheut Falk und Habicht nicht,

flög schnell zu dir;

schöss mich ein Jäger tot,

fiel ich in deinen Schoß;

sähst du mich traurig an,

gern stürb ich dann.

## Umdichtungen und Rezeption
Der Dichter Alexander Rost (1816–1875) schuf 1860 für sein „romantisches Volksschauspiel“ Ludwig der Eiserne oder Das Wundermädchen aus der Ruhl eine patriotische Umdichtung des Liedtextes:
Ach, wie ist’s möglich dann,

Daß ich dich lassen kann,

Wo meine Wiege stand,

Thüringer Land!

Duften die Berge blau,

Wenn ich waldaufwärts schau’,

Wird mir das Herz so weit,

Voll Seligkeit.

Ruf ich: Wie ist’s doch schön!

Frag ich: kann’s anders geh’n,

Wo meine Wiege stand,

Mein Vaterland!
In manchen Liederbüchern ist die Textstelle „Thüringer Land“ durch „mein Vaterland“ ersetzt und eine weitere Halbstrophe ergänzt, wohl um den Text der Melodie besser zu unterlegen:
Seh ich die Matten grün,

wo unsre Herden ziehn,

bet ich in Andachtsglut:

Gott, du bist gut!
In der umgedichteten Form sollte das Lied auch einmal zur Hymne Thüringens erkoren werden.